# Campbell-Kirk Kawana-Waugh
Campbell-Kirk Kawana-Waugh ist ein neuseeländischer Fußballschiedsrichter.

## Werdegang
Kawana-Waugh ist seit Dezember 2009 Schiedsrichter in der New Zealand Football Championship (seit 2021 National League). Zudem wird er seit 2011 regelmäßig in der OFC Champions League eingesetzt.
Am 2. April 2017 pfiff Kawana-Waugh das Finale der Saison 2016/17 zwischen dem Auckland City FC und Team Wellington (1:2) in Auckland. Auch ein Jahr später wurde Kawana-Waugh am 1. April 2018 erneut für das Saisonfinale 2017/18 zwischen Auckland City und Team Wellington eingesetzt. Die Partie endete diesmal 1:0.
Im Juli 2017 heiratete er Anna-Marie Keighley, die ebenfalls neuseeländische FIFA-Schiedsrichterin ist.
Seit 2018 steht Kawana-Waugh auf der Liste der FIFA-Schiedsrichter und leitet internationale Fußballpartien.
Am 12. Dezember 2021 leitete Kawana-Waugh das Finale der National-League-Saison 2021 zwischen dem Miramar Rangers AFC und dem Wellington Olympic AFC (7:2) in Wellington.
Bei der U-20-Weltmeisterschaft 2023 in Argentinien leitete Kawana-Waugh zwei Gruppenspiele.

## Einsätze beim olympischen Fußballturnier 2024
| Phase        |  | Datum         | Spielort | Heimmannschaft | Gastmannschaft | Ergebnis  |
| ------------ |  | ------------- | -------- | -------------- | -------------- | --------- |
| Gruppenphase |  | 24. Juli 2024 | Paris    | Mali           | Israel         | 1:1 (0:0) |
| Gruppenphase |  | 27. Juli 2024 | Nantes   | Usbekistan     | Ägypten        | 0:1 (0:1) |